# Wakfu
Wakfu es una serie de televisión francesa producida por Ankama Animación desde su estreno en 2008 y basada en el videojuego del mismo nombre.
La serie tiene lugar en el Krosmoz, el mundo en donde ocurren los videojuegos Dofus y Wakfu. La serie cuenta con 2 temporadas y una OVA emitidas en France 3 desde 2008 hasta 2014, una tercera temporada emitida en France 4 durante septiembre de 2017, y distribuida internacionalmente por Netflix en 2018, y una cuarta temporada estrenada en France.tv desde febrero hasta marzo de 2024.

## Historia
La trama de la serie tiene lugar 200 años después de la inundación que acabó con la era Dofus, transformando los continentes de la época en archipiélagos. Las aguas suben y la naturaleza se vuelve loca. Algunas cosas han sucedido y otras han terminado, pero el Wakfu, la energía creativa primordial del mundo, está perturbada por un ser misterioso.
En una pequeña isla de Amakna Nation, hay un pequeño pueblo perdido en el bosque llamado Emelka. En este pequeño pueblo comienza la epopeya de un joven llamado Yugo, que acaba de descubrir sus poderes, pero también sus orígenes.
Aquí es donde comienza todo.

### 1.ª Temporada
Han pasado diez años desde que comenzara la profecía de Hero en el MMPORG.
En el año 981, Yugo, un niño que fue confiado hace 12 años a un posadero que antaño fue cazarrecompensas llamado Alibert, descubrió sus poderes mientras cocinaba en la posada de su padre adoptivo con los que puede crear portales mágicos por los que puede teletransportarse. A partir de este momento, Yugo descubre a través de Alibert revelaciones sobre su verdadera familia que éste mantuvo en secreto mientras esperaba el momento de revelarlo. Yugo, con la ayuda de sus amigos, emprende el viaje para descubrir sus orígenes en una serie de aventuras.

### 2.ª Temporada
Año 982. Han pasado unos meses de la batalla final contra Nox, la Hermandad del Tofu se está recuperando lentamente de la muerte de Pin Pan, caído en combate. Evangelyne siente la llamada de Pin Pan constantemente pidiéndole que le salve, pero nadie la cree, por lo que ella decide ir sola a salvar a Pin Pan allá donde le lleve la llamada.

#### Manga
Meses después de la derrota de Qilby, Yugo y Adamaï viven en paz junto con Alibert, Chibi y Grougaloragran. Pero es el cumpleaños de Yugo y Adamaï y no todo va a salir como se espera.

### OVA: La Quête des Six Dofus Eliatrope
Año 988. Han pasado seis años desde que Yugo y la Hermandad de Tofu salvaran el Mundo de los Doce de Nox y Qilby. Todos llevan una vida tranquila y apacible, sin amenazas ni peligros. Hasta que reciben un mensaje que les cambiará la vida.

### 3.ª Temporada
Un año y medio después de la titánica batalla contra los Dragones Primordiales y Ogrest, los miembros de la Hermandad del Tofu llevan sus vidas individualmente y cambios con el tiempo. Amalia se preocupa por el reino Sadida y por la salud de su padre, Evangelyne y Tristepin llevan una vida familiar con sus hijos Elely y Flopin y esperan la llegada de un tercer hijo, y Ruel acompaña a Yugo en su búsqueda de Adamaï, quien se separó de su hermano para unirse a la Hermandad de los Olvidados, una organización con objetivos oscuros y liderada por Oropo. El secuestro de Evangelyne y Flopin reúne de nuevo a los héroes para salvarlos de una alta torre llena de duras pruebas que tienen que superar.

### 4.ª Temporada
Después de la batalla contra Oropo, Yugo y sus amigos se encuentran a las puertas del Inglorium, el reino de los dioses. La Hermandad del Tofu se encuentra allí con la Diosa Eliatrope, quien tiene a su cuidado a todos los eliatropes que se encontraban en Emrub y a Qilby, que lo rescató de la Dimensión Blanca donde Yugo lo encerró, vigilando al Mundo de los Doce y enviando a sus hijos para solucionar injusticias que ella vea. Pero su aparición conlleva la llegada de una amenaza que pone en grave peligro al mundo. 

## Personajes

### La Hermandad del Tofu
- Yugo: es un eliatrope (selatrop en español) de 12 años que, originalmente, pertenecía al Consejo de los Seis de su pueblo, del cual también era su rey, y es hermano de Adamaï. Es un chico energético y amable, con ganas de aventuras. Posee la capacidad de invocar portales mágicos a través de los cuales puede teletransportarse girando su mano y apuntando hacia donde quiere aparecer. Él y su hermano dragón eliatrope representan el coraje y el espíritu de aventura. Tiene un tofu llamado Az que cría como mascota desde que era un bebé y es su mejor amigo. Durante su reencarnación que nació en el año 979, Yugo es confiado a Alibert, un excazarrecompensas, para que lo criara en el pueblo de Emelka, donde él es el alcalde y posee una taberna llamada El Jalató Crujiente, en la que Yugo ayuda a su padre en la cocina. Un día, Yugo descubre por accidente sus poderes y decide ir a buscar a su verdadera familia con la ayuda de sus amigos. Según avanzan sus aventuras, este aprende cada vez más sobre sus poderes, como moverse a gran velocidad y crear rayos a través de los portales.
- Amalia Sheran Sharm: es la princesa de 13 años del reino Sadida, hija del rey Sheran Sharm y hermana del príncipe Armand. Como habitante del reino Sadida, Amalia tiene la capacidad de hablar con las plantas, de sentir lo que estas sienten y controlarlas. Amalia es una chica testaruda y malcriada pero siente deseos de aventura y pondrá por encima su deber de princesa para y por el pueblo ante cualquier amenaza. Desde que su madre muró, siente que tiene un deseo de aventura, por lo que, aprovechando que el dios Sadida la manda a una misión para ver que sucede en tierras lejanas, decide huir de su reino en busca de aventuras junto con su guardaespaldas y amiga Evangelyne. Una vez allí, Amalia y Evangelyne se encuentran con Yugo, Ruel y Pin Pan, embarcándose en la aventura de encontrar a la familia de Yugo.
- Sir Tristepin de Percedal: también conocido con el nombre de Pin Pan, es un guerrero iop (yopuka en español) de 16 años de edad que busca pelea allá donde va y utiliza la fuerza bruta para resolver cualquier problema, además de que no es muy inteligente. Pertenece a la Orden de los Guardianes de Shushu (fab’huritu en español), quienes se encargan de controlar a los shushu, demonios encerrados en objetos, y tiene que asegurarse que Rubilax, su shushu, quede encerrado dentro de su espada, aunque a veces lo deje salir poseyéndolo y fusionándose en un monstruo fuera de control. Tiene sentimientos hacia Evangelyne, por lo que siempre está atento protegiéndola, o intentándolo.

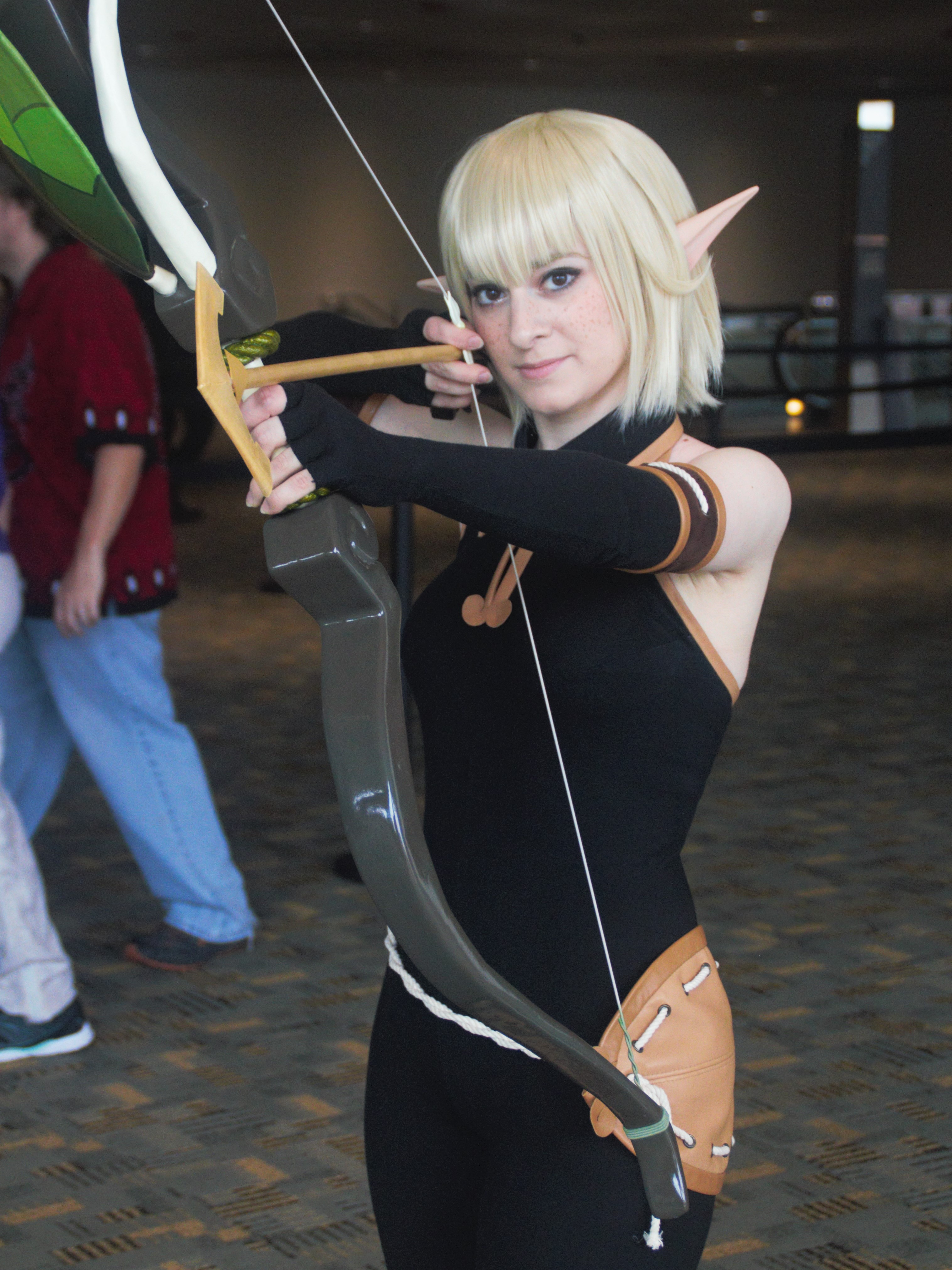
Cosplay de Evangelyne.

- Evangelyne Cra: también conocida simplemente como Eva, es una guerrera crâ (ocra en español) de 17 años de edad que utiliza muy hábilmente el arco con flechas de los 4 elementos y tiene una hermana que se llama Cléophée. Es la miembro más inteligente y sensata de la Hermandad del Tofu y la que elabora los planes. Es la mejor amiga de Amalia desde que eran niñas, por lo cual es asignada como su guardaespaldas oficial, pero sin dejar de ser amigas, aunque a veces ejerce como de su hermana mayor. Al principio rehuía los intentos de ligar de Pin Pan pero, poco a poco, empieza a sentir algo por él.
- Ruel Stroud: es un enutrof (anutrof en español) tacaño de 211 años de edad. Es el miembro más sabio de la Hermandad del Tofu por sus años de experiencia de aventurero. Es un viejo amigo de Alibert y fue su compañero de aventuras cuando estos dos eran cazarrecompensas. Ruel ama los kamas y siempre hace lo posible para no desapegarse de sus relucientes monedas, incluido dejar pasar el amor de su vida, característica que le ha metido en más de un problema a él y a sus amigos. Cuando Yugo emprende el viaje para descubrir sus orígenes, este le acompaña ya que le prometió a Alibert que cuidaría de él.
- Adamaï: es un dragón eliatrope de 12 años de edad y es el hermano de Yugo ya que los dos nacieron del mismo Dofus. Él y su hermano eliatrope representan el coraje y el espíritu de aventura. Es un dragón feroz, leal y desconfiado en lo que respecta al uso de la tecnología de su pueblo. Tiene el poder de adoptar la forma de cualquier ser y, como cualquier dragón, puede volar y escupir fuego. Cuando Yugo y Adamaï salieron de su Dofus, los dos hermanos fueron separados para protegerlos dejando a Yugo al cuidado de Alibert y Adamaï junto con Grugraloragrán, su dragón eliatrope protector, en la isla de Oma. Cuando los dos hermanos se reencuentran, Adamaï es forzado a dejar a Grugraloragrán y tiene la misión de entrenar a su hermano a mejorar sus poderes y a percibir el Wakfu.

### Secundarios
- Grugraloragrán: es un dragón eliatrope que fue miembro del Consejo de los Seis, tiene un hermano eliatrope llamado Chibi y ambos representan el conocimiento y la ciencia. Es un dragón muy poderoso, capaz de ver la verdadera naturaleza de las personas. Desde Oma, fue el encargado de proteger el Eliacube (Selacubo en español), así como a Yugo y a Adamaï, y fue él quien dejó al eliatrope al cuidado de Alibert mientras cuidaba al dragón eliatrope en su isla preparándolo y enseñándole la historia de su pueblo.
- Alibert: este enutrof es el padre adoptivo de Yugo. Durante su juventud, fue cazarrecompensas junto con Ruel, pero dejó la profesión y pasó a ser padre y tutor de Yugo. Es el alcalde de Emelka y regenta una taberna llamada El Jalató Crujiente junto con Yugo en la cocina.
- Grufon: es un shushu encerrado en un mapa. Fue obtenido por la Hermandad del Tofu cuando lo consiguieron en una tienda tras enfrentarse al Cuervo Negro y este les mostraba el mapa del Mundo de los Doce si estos lo piropeaban, aunque no llegaba a darles toda la información. Tras un incidente, en que Grufon poseyó a una arachnee cuando esta lo devoró y atacó a sus dueños, Yugo se compromete a ser su guardián si los liberaba y, a partir de ese momento, el shushu se muestra más dispuesto a ayudarles. En español, al personaje se le conoce como Garabato.
- Joris Jürgen:, también conocido como Jojo por su abuelo, es un guerrero huppermage (hipermago en español) y el nieto adoptivo de Kerubim Crépim. Sirve como emisario del rey de Bonta y frecuenta las cortes de los más poderosos del Mundo de los Doce. Joris se crió en Astrub bajo la tutela del zurcarák Kerubim y creció escuchando las increíbles y numerosas aventuras que este vivió en su juventud. Después de una aventura en que Joris ayuda a Welsh a recuperar el trono de Bonta, este es nombrado embajador. En sus múltiples visitas como embajador al reino Sadida, resultó ser un gran aliado de la Hermandad del Tofu.
- Goultard: es el mentor de Pin Pan y un semidios iop. Como todo iop, tiene una gran afición por la lucha, desarrolló una increíble fuerza sobrehumana desde temprana edad y no es muy inteligente. A pesar de no ser muy inteligente, sabe mostrar sabiduría y esta dispuesto a lo que sea para proteger a sus seres queridos. Él es el único capaz de derrotar al mismo rey de los shushu, Rushu.
- Rey Sheran Sharm: es el rey del reino Sadida y padre de los príncipes Armand y Amalia. Es un hombre alegre y no está familiarizado con las formalidades a pesar de que es rey.
- Armand Sheran Sharm: es el príncipe del reino Sadida, hijo del rey Sheran Sharm y hermano mayor de Amalia. Aunque es un hombre que se preocupa por su reino y su gente, a la vez es arrogante y es difícil convencerle de una amenaza. Armand se siente atraído por Evangelyne, pero a ella le repele por su aliento fétido.
- Cléophée: es una crâ de 16 años y hermana de Evangelyne. Es una joven guerrera orgullosa y segura de sus habilidades. También es despreocupada y muy luchadora, lo que la lleva a actuar sin pensar, cosa que le gusta a Tristepin. A pesar de esto, Cléophée tiene una baja autoestima y, aunque suele discutir con su hermana, se preocupa mucho por ella. En español, al personaje se le conoce como Cleofé.
- Elely: es la hija de Tristepin y Evangelyne y la hermana de Flopin. Tiene 5 años de edad y, al igual que su padre, Elely es salvaje y se siente atraída por las peleas.
- Flopin: es el hijo de Tristepin y Evangelyne y el hermano de Elely. Tiene 5 años de edad y, en contraste a su hermana, Flopin es más tranquilo y está más interesado en utilizar la ballesta al estilo de su madre.
- Arpagone: es una enutrof y el antiguo amor de Ruel. En su juventud, se dedicó a buscar tesoros siendo la principal rival de Ruel, la cual se convertiría en pareja del enutrof. La pareja vivió separada recolectando tesoros y riquezas cada uno por su parte y juntarla una vez al año en Bonta. Arpagone estaba dispuesta a renunciar a su fortuna con tal de formar una familia con Ruel, pero este, debido a su tacañería, no compartía la visión de su esposa y huyó dejando sola y desconsolada. En español, al personaje se le conoce como Arpágona.
- Nora: es una eliatrope perteneciente al Consejo de los Seis y hermana de Efrim. Ella y su hermano representan la inocencia y la alegría de vivir de los de su pueblo. Ellos dos fueron los otros eliatropes sobrevivientes al ataque de los mechams y del éxodo de los eliatropes a su propia dimensión. Durante años, Nora y Efrim buscan a la diosa Eliatrop y la encuentran en el Nécromonde, el mundo de los nécromes a donde fue desterrada por los dioses, de donde la salvan siendo Nora la única de los dos hermanos que logra escapar junto con la diosa ya que Efrim se sacrificó para que escaparan de los nécromes.
- Diosa Eliatrope: es la diosa y creadora del pueblo eliatrope y la encarnación del Wakfu. Es una diosa pacífica y muy maternal con sus hijos eliatrope, ya que dedica su vida a cuidar a sus hijos y que no les pase nada malo. Debido a que la diosa creó al pueblo eliatrope y su planeta para tener a alguien a quien cuidar, desobedeció una de las Leyes Divinas de los dioses la cual era que ningún dios podía tener su propio planeta. Es por ello que el resto de dioses la desterraron al Necromundo, donde vive prisionera durante siglos a merced de los nécromes que no paran de alimentarse insaciablemente de su ilimitada fuente de Wakfu. Cuando la diosa eliatrope es rescatada por Nora y Efrim, sacrificándose este último para que ellas dos escaparan, decide recuperar a todos sus hijos de fuera de su dimensión y cuidarlos ella misma en el reino vacío de Inglorium en donde, además, vigila el Mundo de los Doce interviniendo siempre que encuentre una injusticia.
- Madagaskan: es el padre de Evangelyne y Cléophée. Es un guerrero crâ totalmente ciego que ha desarrollado una increíble percepción del entorno gracias a su sentido del oído. En su juventud, fue un asesino que formaba parte del Gremio de los Susurros, un grupo de asesinos que trabajaban para quienes les pagaban. Madagaskan se enamoró y tuvo a sus dos hijas pero, durante el parto, la madre murió y esta le hizo prometer que las niñas tendrían una vida normal, por lo que Madagaskan confía a sus dos hijas al rey Sadida y él se retira a un monasterio donde, mediante el oído, sigue de lejos la vida de Evangelyne y Cléophée.

### Antagonistas

#### Principales
- Noximilien Colxen: también conocido con el nombre de Nox, es un xelor de 200 años de edad. Siglos atrás, Nox era un talentoso relojero e inventor que tenía esposa, llamada Galanthe, y tres hijos, Quartz, Aiguille y Pulsar, así como un bow wow (guau guau en español) mascota llamado Igôle. Era un padre amoroso y tenía tiempo para estar junto con su familia. Pero, aunque tenía todo lo que se podía desear, no ganaba lo suficiente para mantener a su familia. Un día, Nox se encontró con un extraño artefacto llamado Eliacube, el cual tenía un gran poder que podía utilizar para sus creaciones. Conforme Nox estudiaba más al Eliacube, deja de lado a su familia, influenciándolo negativamente y deteriorando su salud mental. Ante la nula atención que recibían su mujer e hijos por parte de Nox, Galanthe decide mudarse con sus hijos a casa de su hermana a la isla de Maiyara, quedando únicamente con Nox su mascota Igôle . El xelor, aún queriendo ir a buscar a su familia, vuelve a caer bajo el influjo del Eliacube. En medio de sus investigaciones, su casero Vargas le trae la noticia de que su familia murió en el maremoto provocado por el caos de Ogrest, explotando de rabia y dolor por haber perdido definitivamente a su familia por el Eliacube. Influenciado nuevamente por el artefacto, Nox decide dedicar su vida a absorber todo el Wakfu que encuentre y mejorar sus inventos para viajar al pasado y poder salvar a su familia, sin importar que arrase con pueblos y a los habitantes del Reino de los Doce
- Qilby: es un eliatrope de la edad primitiva, miembro del Consejo de los Seis. Su hermana dragona es Shinonomé y juntos eran los guardianes de la historia y la memoria de las edades. Es el único eliatrope que conserva los recuerdos de sus vidas pasadas. Qilby fue el responsable de la extinción de su mundo ya que robó el corazón del mechams Orgonax, el cual lo convirtió en el Eliacube, iniciando una guerra entre los eliatropes y los mechams. Utilizando el Eliacube con la ayuda de Qilby, los eliatropes huyeron de su planeta natal cuando estaban casi extinguidos. Tras años deambulando por el Krosmoz, finalmente los eliatropes llegan al Mundo de los Doce en donde se establecen. Después de unos años viviendo en su nuevo hogar, y Yugo habiendo sido nombrado rey de los eliatropes, Qilby se cansa de su nuevo hogar y vuelve a utilizar el Eliacube para cambiar de hogar, por lo que los mechams recibieron la señal del artefacto y volvieron a encontrarlos, reanudándose la guerra. Esta vez, Qilby es descubierto por los suyos y, tras una intensa lucha contra el Consejo de los Seis en el que Qilby pierde su brazo izquierdo, este es encerrado en la Dimensión Blanca por Yugo para toda la eternidad. Años después, Qilby es liberado de su cautiverio por accidente por Yugo y Adamaï, sin que estos lo recuerden.
- Oropo: es un eliatrope líder y fundador de la Hermandad de los Olvidados. Oculta su rostro debajo de una capa en forma de búho. Con su carácter tranquilo y persuasivo, es capaz de ganarse la confianza de la gente para que se unan a él. Dice odiar la violencia y el caos y es indulgente con los demás, a pesar de los defectos que considera en sus personalidades. También defiende los principios del fin justificando los medios, por el cual el sacrificio es necesario para el cambio. Cuando Yugo utilizó el poder de los seis Dofus para salvar al reino Sadida y derrotar a Ogrest, este generó por accidente a varias copias de sí mismo, entre los que se encontraba Oropo, que se esparcieron al principio de los tiempos. Estas versiones empezaron su vida desorientados pero, según avanzaba el tiempo, iban recibiendo lentamente nuevos recuerdos provenientes de Yugo, a quien tomaron como su Dios-Rey. Estas versiones fueron muriendo poco a poco por lo que la esperanza de vida del resto aumentaba. Los supervivientes intentaron pedir ayuda a los dioses, pero fueron ignorados. Oropo, desesperado y sin ningún dios para ayudar a su gente, funda la Hermandad de los Olvidados, un grupo formado por semidioses cuya misión principal es sustituir a los actuales dioses.
- Toross Mordal: es el rey de los nécromes. Es un ser frío y, al igual que sus súbditos, con una insaciable sed de Wakfu, el cual guía y justifica sus acciones. Hace años, Toross encontró los seis Dofus en su mundo y los usó indebidamente en un deseo de querer más poder, devastando así su mundo y a sus habitantes, quienes se convirtieron en seres sin alma y con una insaciable sed de Wakfu. Su objetivo es alimentar de Wakfu a la gente después del desastre que ocasionó a su mundo, aunque ello conlleve la destrucción de otros mundos.

#### Secundarios
- Igôle: es un bow wow que sirve a Nox en sus malvados planes de acumular Wakfu. Tiene habilidades extraordinarias como correr a grandiosa velocidad y de inhalar muy profundamente, habilidades que se incrementan mucho más por el collar que su dueño le puso. Igôle era la mascota de la familia de Nox pero, después de que se ahogaran en Mayara por las lágrimas de Ogrest, éste pasó a ser el compañero del xelor, siendo el bow wow lo poco que le queda de su familia. En español, al personaje se le conoce como Igol.
- Remington Smisse: es un roublard que caza y colecciona shushu, empuñando varias de sus capturas como armas. Es astuto y utiliza el juego sucio para tomar ventaja sobre sus oponentes sin ningún tipo de honor. A pesar de estas cualidades, es encantador y siempre se lleva bien con Granny, su hermano que fue transformado en chacha tras un robo fallido.
- Anathar: es un shushu que tiene la habilidad de copiar la habilidad de cualquiera que le toque y de fusionarse con otros seres.
- Rushu: es el rey tiránico de los shushu, un enorme demonio de gran poder. Su único deseo es que él y el resto de shushu destruyan todo lo que puedan a su paso, ya que en el mundo donde habitan ya no hay nada que destruir. Se dice que tiene poderes como los de un dios entre los que se incluyen superfuerza, telequinesis y más.
- Conde Harebourg: es un xelor rey maestro del tiempo y la magia del hielo. Durante años, estuvo observando las aventuras de la Hermandad del Tofu, pero más de cerca a Amalia, de quien se quedó enamorado. Es por ello que le pidió la mano en matrimonio para salvar sus reinos del llanto de Ogrest, pero sus objetivos son más oscuros de lo que muestra. En español, al personaje se le conoce como el conde Kontatrás.
- Ush Galesh: es un ecaflip (zurcarák en español) destinado a reemplazar a su padre, el dios Ecaflip. Trata a los problemas como si fuera un juego, respetando las reglas de éste.
- Toxine: es una asesina sram que puede volverse invisible, tiene marcas verdes brillantes en su cuerpo negro y utiliza una daga venenosa como arma principal. Es miembro de la Hermandad de los Olvidados, siendo ella la más villana de todos ellos, ya que ella es la única que busca matar a quien se interponga en su camino. En español, al personaje se le conoce como Toxina.
- Lady Echo: es una dragona eniripsa (aniripsa en español) y es la líder de la Hermandad de los Olvidados, agrupando semidioses e hijos de dragones. Es comprensiva, apacible y maternal hacia los suyos lo cual oculta su personalidad manipuladora y maquiavélica. Posee dos cuernos, piel verde, un ala roja y una blanca.
- Efrim: es un dragón eliatrope perteneciente al Consejo de los Seis y hermano de Nora. Al igual que su hermana, Efrim era la encarnación de la inocencia y la alegría de vivir de los eliatropes, al igual que una gran lealtad hacia y su pueblo y a su madre, a quien estuvo buscando durante milenios por el Krosmoz junto con su hermana. Cuando los dos hermanos encontraron a la diosa Eliatrope en el Nécromonde, este se sacrifica para que Nora y la diosa escaparan, convirtiéndose él en un nécroma por su sacrificio, pero manteniendo un vínculo mental con su hermana. Con el dragón a las órdenes de Toross Mordal, este abre portales entre el Nécromonde y el Reino de los Doce para que los nécromas empiecen a invadirlo y a beber de su Wakfu.

## Mini Wakfu
Durante la emisión de la primera temporada de la serie, se estuvo emitiendo una serie derivada de cortos llamada Mini Wakfu, conformada por 27 entregas. En estos cortometrajes, de una duración de entre 1 y 2 minutos cada uno y que se emitieron en France 3 desde agosto hasta diciembre de 2008, se nos presentaban a los personajes de la serie pero con un aspecto más adorable que vivían pequeñas aventuras divertidas y en el que algunas tenían relación con algún capítulo de la primera temporada.

## Reparto
| Personaje             | Voz Original                  | Inglés                         | Castellano                 | Español                         |
| --------------------- | ----------------------------- | ------------------------------ | -------------------------- | ------------------------------- |
| Yugo                  | Fanny Block (niño) (1-4)      | Jules de Jongh (1-OVA)         | Chelo Molina               | Constanza Faraggi (1-2)         |
| Yugo                  | Fanny Block (niño) (1-4)      | Erika Harlacher (3)            | Chelo Molina               | Rafael Vázquez (3)              |
| Yugo                  | Fanny Block (niño) (1-4)      | Crystal Lopez (niño) (4)       | Chelo Molina               | Rafael Vázquez (3)              |
| Yugo                  | Valentin Vincent (adulto) (4) | Samuel Romero (adulto) (4)     | -                          | -                               |
| Amalia Sheran Sharm   | Adeline Chetail               | Jessica Bell (1-OVA)           | Beatriz Berciano           | Andrea Higa (1-2)               |
| Amalia Sheran Sharm   | Adeline Chetail               | Christine Cabanos (3)          | Beatriz Berciano           | Jocelyn Robles (3)              |
| Amalia Sheran Sharm   | Adeline Chetail               | Jackie Rodriguez (4)           | Beatriz Berciano           | Jocelyn Robles (3)              |
| Tristepin de Percedal | Thomas Guitard                | Ross Grant (1-OVA)             | Javier Balas               | Alejandro Graue (1-2)           |
| Tristepin de Percedal | Thomas Guitard                | Kyle McCarley (3)              | Javier Balas               | Miguel Ángel Ruiz (3)           |
| Tristepin de Percedal | Thomas Guitard                | Anthony Heider (4)             | Javier Balas               | Miguel Ángel Ruiz (3)           |
| Evangelyne Cra        | Genèvieve Doang               | Jules de Jongh (1-OVA)         | Laura Ramírez              | Mara Campanelli (1-2)           |
| Evangelyne Cra        | Genèvieve Doang               | Kira Buckland (3)              | Laura Ramírez              | Angélica Villa (3)              |
| Evangelyne Cra        | Genèvieve Doang               | Rosana Smith (4)               | Laura Ramírez              | Angélica Villa (3)              |
| Ruel Stroud           | Patrick Béthune               | Hugo Chandor (1-OVA)           | Roberto Cuenca Martínez    | Jorge Riveros (1-2)             |
| Ruel Stroud           | Patrick Béthune               | Keith Silverstein (3)          | Roberto Cuenca Martínez    | Herman López (3)                |
| Ruel Stroud           | Patrick Béthune               | Doug Turkel (4)                | Roberto Cuenca Martínez    | Herman López (3)                |
| Rubilax               | Gérard Surugue                | Kier Stewart (1-OVA)           | Jorge García Unsúa         | Sebastián Castro Saavedra (1-2) |
| Rubilax               | Gérard Surugue                | Doug Erholtz (3)               | Jorge García Unsúa         | Jorge Badillo (3)               |
| Rubilax               | Gérard Surugue                | Donald Guzzi (4)               | Jorge García Unsúa         | Jorge Badillo (3)               |
| Adamaï                | Dorothée Pousseo (1-OVA)      | Joanna Ruiz (1-OVA)            | Amparo Bravo (niño)        | Luciana Falcón (1-2)            |
| Adamaï                | Jeremy Prevost (3-4)          | Cristina Valenzuela (niño) (3) | Amparo Bravo (niño)        | Alexis Mendoza (niño) (3)       |
| Adamaï                | Jeremy Prevost (3-4)          | Todd Haberkorn (adulto) (3)    | Néstor Moreno (adulto)     | Héctor Moreno (adulto) (3)      |
| Adamaï                | Jeremy Prevost (3-4)          | Christian Vandepas (4)         | Néstor Moreno (adulto)     | Héctor Moreno (adulto) (3)      |
| Alibert               | Thierry Mercier               | Joe Millls (1-OVA)             | Juan Perucho               | Adrián Wowczuk                  |
| Alibert               | Thierry Mercier               | J.D. Kaye (4)                  | Juan Perucho               | Adrián Wowczuk                  |
| Grugraloragrán        | Benoît Allemane               | Tom Clarke-Hill                | Fernando Acaso             | Juan Manuel Echave              |
| Noximilien Colxen     | Benjamin Pascal               | Arthur Bostrom (1)             | Paco Vaquero (1)           | Carlos Celestre (1)             |
| Noximilien Colxen     | Benjamin Pascal               | Kaiji Tang (3)                 | Fernando Castro (Nano) (3) | Eduardo Ramírez (3)             |
| Rey Sheram Sharm      | Phillipe Dumond               | Tom Clarke-Hill (1-OVA)        | Juan Antonio Arroyo        | Juan Manuel Echave (1-2)        |
| Rey Sheram Sharm      | Phillipe Dumond               | Kirk Thornton (3)              | Juan Antonio Arroyo        | Blas García (3)                 |
| Armand Sheram Sharm   | Cedric Dumond                 | James Nickerson (1-OVA)        | Luis Manuel Martín Díaz    | Emiliano Dionisi (1-2)          |
| Armand Sheram Sharm   | Cedric Dumond                 | Doug Erholtz (3)               | Luis Manuel Martín Díaz    | Ricardo Bautista (3)            |
| Armand Sheram Sharm   | Cedric Dumond                 | Rayner Garranchan (4)          | Luis Manuel Martín Díaz    | Ricardo Bautista (3)            |
| Maestro Goultard      | Bruno Choel                   | Anthony Adonis (1-OVA)         | Lorenzo Beteta (1-2)       | Hernán Palma (1-2)              |
| Maestro Goultard      | Bruno Choel                   | Ben Pronsky (3)                | Antonio Cremades (3)       | Mark Pokora (3)                 |
| Maestro Goultard      | Bruno Choel                   | Federico Sleyznger (4)         | Antonio Cremades (3)       | Mark Pokora (3)                 |
| Grufon                | Damien da Silva               | Arthur Bostrom                 | Fernando Cordero           | Ariel Cister                    |
| Joris                 | Yoann Sover                   | Eric Meyers (1-OVA)            | Miguel Ángel Garzón        | Javier Gómez                    |
| Joris                 | Yoann Sover                   | Edgin David Aponte (4)         | Miguel Ángel Garzón        | Javier Gómez                    |
| Remington Smisee      | David Kruger                  | Eric Meyers                    | Miguel Ángel Garzón        | Javier Gómez                    |
| Granny Smisee         | Mathias Kozlowski             | Ross Grant                     | Francisco Javier Martínez  | Nicolás Epstein                 |
| Rushu                 | Marc Alfos                    | Jimmy Hibbert                  | Gabriel Jiménez            | Horacio Zapata                  |
| Qilby                 | Erik Colin (2)                | Arthur Bostrom (2)             | Miguel Ángel Varela        | Diego Brizzi (2)                |
| Qilby                 | Laurent Morteau (3-4)         | Joe Ochman (3)                 | Miguel Ángel Varela        | Julio Bernal (3)                |
| Qilby                 | Laurent Morteau (3-4)         | Feliz Bermudez (4)             | Miguel Ángel Varela        | Julio Bernal (3)                |
| Cléophée              | Maryne Bretieaux              | Joanna Ruiz                    | Aihnoa Martín              | Yamila Garreta                  |
| Elely                 | Caroline Lallau               | Jules de Jongh (OVA)           | Ainhoa Martín              | Lupita Leal                     |
| Elely                 | Caroline Lallau               | Cristina Valenzuela (3)        | Ainhoa Martín              | Lupita Leal                     |
| Elely                 | Caroline Lallau               | Christina Costello (4)         | Ainhoa Martín              | Lupita Leal                     |
| Flopin                | Karl-Line Heller              | Julie-Ann Dean (OVA)           | Elena Palacios             | Emiliano Ugarte                 |
| Flopin                | Karl-Line Heller              | Marcy Edwards (3)              | Elena Palacios             | Emiliano Ugarte                 |
| Flopin                | Karl-Line Heller              | Kristina Abreu (4)             | Elena Palacios             | Emiliano Ugarte                 |
| Conde Harebourg       | Sylvain Agaësse               | Jimmy Hibbert                  | -                          | -                               |
| Lady Echo             | Hélène Bizot                  | Julie-Ann Dean (OVA)           | Amparo Bravo               | Alexandra Vicencio              |
| Lady Echo             | Hélène Bizot                  | Cherami Leigh (3)              | Amparo Bravo               | Alexandra Vicencio              |
| Oropo                 | Franck Lorrain                | Christopher Corey Smith (3)    | Luis Miguel Cajal          | Armando Coria                   |
| Oropo                 | Franck Lorrain                | Roly Gutierrez (4)             | Luis Miguel Cajal          | Armando Coria                   |
| Arpagone              | Cathy Diraison                | Cindy Robinson (3)             | Vera Bosch                 | Adriana Núñez                   |
| Arpagone              | Cathy Diraison                | Elizabeth Price (4)            | Vera Bosch                 | Adriana Núñez                   |
| Pin                   | Emmylou Homs                  | Kira Buckland (3)              | -                          | Fernanda Gastélum               |
| Pin                   | Emmylou Homs                  | Crystal Lopez (4)              | -                          | Fernanda Gastélum               |
| Nora                  | Youna Noiret                  | Katherine Clavelo              | -                          | -                               |
| Diosa Eliatrope       | Déborah Perret                | Mauriett Chabey                | -                          | -                               |
| Madagaskan            | Vincent Violet                | Paul Lunaire                   | -                          | -                               |
| Toross Mordal         | Lionel Tua                    | Joey Sourlis                   | -                          | -                               |
| Efrim                 | Donald Reignoux               | Charles Sother                 | -                          | -                               |

### Créditos
| Temporada | Doblaje Inglés | Doblaje Inglés    | Doblaje Inglés | Doblaje Inglés          | Doblaje Inglés | Doblaje Castellano | Doblaje Castellano | Doblaje Castellano     | Doblaje Castellano | Doblaje Castellano | Doblaje Español | Doblaje Español  | Doblaje Español | Doblaje Español  | Doblaje Español |
| Temporada | País           | Dirección         | Traducción     | Empresa                 | Año            | País               | Dirección          | Traducción             | Empresa            | Año                | País            | Dirección        | Traducción      | Empresa          | Año             |
| --------- | -------------- | ----------------- | -------------- | ----------------------- | -------------- | ------------------ | ------------------ | ---------------------- | ------------------ | ------------------ | --------------- | ---------------- | --------------- | ---------------- | --------------- |
| 1         | Reino Unido    | Tony Church       | Tony Church    | Flix Facilites, Ltd.    | 2014           | España             | Amparo Bravo       | Alicia González-Camino | Tecnison           | 2011               | Argentina       | Javier Mestrovic | -               | Magma Productora | 2014            |
| 2         | Reino Unido    | Tony Church       | Tony Church    | Flix Facilites, Ltd.    | 2015           | España             | Amparo Bravo       | Alicia González-Camino | Tecnison           | 2013               | Argentina       | Javier Mestrovic | -               | Magma Productora | 2014            |
| OVA       | Reino Unido    | Hannah Fairclough | Russell Haigh  | Flix Facilites, Ltd.    | 2015           | España             | Amparo Bravo       | Alicia González-Camino |                    |                    |                 |                  |                 |                  |                 |
| OVA       | Reino Unido    | Rob Foster        | Eric Meyers    | Flix Facilites, Ltd.    | 2015           | España             | Amparo Bravo       | Alicia González-Camino |                    |                    |                 |                  |                 |                  |                 |
| 3         | Estados Unidos | Bon Buchholz      | Bon Buchholz   | SDI Media               | 2018           | España             | Amparo Bravo       | Alicia González-Camino | SDI Media          | 2018               | México          | Raúl Estrada     | -               | SDI Media México | 2018            |
| 3         | Estados Unidos | Megan Buchholz    |                | SDI Media               | 2018           | España             | Amparo Bravo       | Alicia González-Camino | SDI Media          | 2018               | México          | Raúl Estrada     | -               | SDI Media México | 2018            |
| 4         | Estados Unidos | Roly Gutierrez    | -              | Centauro Comunicaciones | 2024           | España             |                    |                        |                    |                    |                 |                  |                 |                  |                 |

## Capítulos
| Temporada | Temporada | Capítulos | Estreno                 | Final                    |
| --------- | --------- | --------- | ----------------------- | ------------------------ |
|           | 1         | 26        | 30 de octubre de 2008   | 5 de junio de 2010       |
|           | 2         | 26        | 26 de febrero de 2011   | 3 de marzo de 2012       |
|           | OVA       | 3         | 15 de noviembre de 2014 | 29 de noviembre de 2014  |
|           | 3         | 13        | 2 de septiembre de 2017 | 17 de septiembre de 2017 |
|           | 4         | 13        | 9 de febrero de 2024    | 15 de marzo de 2024      |
|           | 5         |           |                         |                          |

## Emisión Internacional
Originalmente, Wakfu se ha emitió en Francia a través France 3 durante las dos primeras temporadas de la serie y el OVA, la tercera temporada en France 4 y, por último, la cuarta en France.tv, dentro de los contenedores infantiles Toowam y Ludo y la sección Okoo respectivamente. 
En mayo de 2012, Ankama y el canal infantil Cartoon Network firman un acuerdo para la difusión y emisión de las dos primeras temporadas de la serie en varios países de Europa. Como resultado de este éxito, canales del resto del mundo compraron los derechos de la serie:
- Alemania: la cadena alemana RTL 2, emitió la serie desde verano de 2010.[15]
- España: Wakfu se emitió en el canal Boing.[16] La cadena infantil de Mediaset emitió la primera temporada de la serie el 30 de abril de 2011 y la segunda el 4 de marzo de 2013, de los cuales solo se emitieron los 11 primeros capítulos.
- Italia: la serie se empezó a emitir en Cartoon Network desde febrero de 2011 y, posteriormente, la primera temporada de la serie se emitió en junio de 2011 en la cadena infantil italiana Boing y la segunda en octubre de 2012.
- Japón: desde julio de 2017, la serie se emitió en Disney XD.[17]
- Portugal: las dos primeras temporadas de la serie se emitieron en el canal infantil Sic K desde julio de 2012.

Desde 2016, la serie se ha emitido en un total de 150 países.
En 2018, Netflix adquirió los derechos de distribución internacional de Wakfu. "La animación tiene una historia muy fuerte en Francia y los animadores franceses están entre los mejores y más innovadores del mundo", dijo Ted Sarandos, CCO de Netflix. Así, a partir del 6 de abril de 2018, la serie estuvo disponible en todo el mundo a través de la plataforma de streaming, incluyendo la tercera temporada de la serie en varios idiomas.
Desde 2024, Wakfu, así como el resto de series y películas creadas por Ankama, se encuentra en la plataforma Ankama Launcher, junto con el resto de juegos de la compañía, la cual se encuentra disponible para todos los países excepto Francia.

## Campañas de Crowfunding
El 20 de enero de 2014, Ankama lanzó una campaña de Kickstarter para producir una copia en inglés de la serie para el lanzamiento en Blu-ray libre en los territorios de habla inglesa. La campaña tuvo un objetivo de 80 000 C$ para doblar la primera temporada, con objetivos extendidos para producir los doblajes de la segunda temporada y varios episodios. El objetivo de doblar la primera temporada se cumplió el 21 de enero de 2014 y el de doblar la segunda temporada se cumplió el 30 de enero del mismo año.
En 2020, Ankama anunció que lanzaría una nueva campaña Kickstarter para financiar la producción de una cuarta temporada. Esta campaña se inició el 8 de junio de 2020 y finalizó el 29 de junio, reuniendo a 17 889 donantes y consiguiendo 1 522 816 € recaudados, lo que supone un 25% del presupuesto total de la temporada según el estudio. Con esta cantidad recaudada, Ankama prometió producir una temporada de 13 capítulos y dos capítulos especiales, uno centrado en el personaje de Oropo y otro sorpresa.
Tras la gran acogida de la cuarta temporada, en junio de 2024 Ankama y France Television renovaron la serie por una quinta temporada conformada por 26 episodios, la cual, al igual que su predecesora, sería financiada por Kickstarter. Con un coste de 500 000 € por capítulo, lo que supone un total de 13 000 000 € por la temporada entera, alrededor del 50-60% de los costes provienen de los socios y de las subvenciones regionales, aportando Ankama el resto de los costes. Con esta campaña, que dio comienzo el 12 de febrero de 2025 y finalizó el 12 de marzo, se tenía un objetivo de 6 000 000 € y terminó reuniendo a un total de 12 213 de donantes y consiguiendo 1 785 000 € recaudados. El 25 de marzo se continuaría obteniendo financiación, esta vez a través de Backerkit, en donde se reunirían 898 617 € y, paralelamente, 321 252 € a través del Supporter Pack de Ankama Launcher. En conjunto, se consiguió un total de 3 004 869 € aportados por más de 15 000 donantes. Con esta cifra conseguida, el estudio prometió otro episodio especial dedicado a Flopin y Madagaskan.